# Andrew Garfield
Andrew Russell Garfield (født 20. august 1983) er en amerikansk-britisk (dobbelt statsborgerskab) skuespiller, som har optrådt i radio, teater, film og tv. Han kendes bl.a. for sine roller i filmene Lions for Lambs og Boy A fra 2007, The Imaginarium of Doctor Parnassus fra 2009, dramafilmen The Social Network fra 2010 samt The Amazing Spider-Man filmene. Han har også medvirket i Never Let Me Go samme år, med blandt andre Keira Knightley.
Senest er han vendt tilbage til rollen som Peter Parker/Spider-Man i den nye film Spider-Man No Way Home, sammen med Tom Holland Og Tobey Maquire
Andrew Garfield har modtaget 2 Tony nomineringer og af dem har han vundet én. Han har ydermere vundet en Golden Globe Award, samt modtaget 2 Oscar nomineringer. 

## Udvalgt filmografi
- Boy A (2007)
- The Imaginarium of Doctor Parnassus (2009)
- The Social Network (2010)
- The Amazing Spider-Man (2012)
- The Amazing Spider-Man 2 (2014)
- Hacksaw Ridge (2016)
- Under The Silver Lake (2018)
- The Eyes of Tammy Faye (2021)
- Tick, Tick... Boom! (2021)
- Spider-man: No Way Home (2021)